# Arthur Rothstein
Arthur Rothstein (New York, 17 luglio 1915 – New Rochelle, 11 novembre 1985) è stato un fotografo statunitense.
È considerato uno dei principali fotogiornalisti americani. In una carriera che è durata cinquant'anni, ha provocato, intrattenuto e informato il popolo americano. Le sue fotografie sono passate dai campi di baseball al dramma della guerra, dal combattere dei contadini rurali ai presidenti degli Stati Uniti.